# Vela als Jocs Olímpics d'estiu de 1996
Als Jocs Olímpics d'Estiu de 1996 celebrats a la ciutat d'Atlanta (Estats Units d'Amèrica) es disputaren 10 proves de vela, tres en categoria masculina, tres en femenina i quatre en mixta. La competició se celebrà entre els dies 22 de juliol i 2 d'agost de 1996 a la costa de Savannah a l'oceà Atlàntic.
Hi participaren un total de 458 regatistes, entre ells 358 homes i 100 dones, de 78 comitès nacionals diferents.

## Resum de medalles

### Categoria masculina
| Prova               | Or                                         | Argent                               | Bronze                              |
| Classe 470 Detalls  | UcraïnaYevhen Braslavets · Ihor Matviyenko | Regne UnitJohn Merricks · Ian Walker | PortugalVictor Rocha · Nuno Barreto |
| Classe Finn Detalls | Mateusz Kusznierewicz                      | Sébastien Godefroid                  | Roy Heiner                          |
| Windsurf Detalls    | Nikólaos Kaklamanakis                      | Carlos Espinola                      | Gal Fridman                         |

### Categoria femenina
| Prova                 | Or                                          | Argent                                    | Bronze                                  |
| Classe 470 Detalls    | EspanyaBegona Vía Dufresne · Theresa Zabell | JapóYumiko Shige · Yurie Alicia Kinoshita | UcraïnaOlena Pakholchik · Ruslana Taran |
| Classe Europa Detalls | Kristine Roug                               | Margriet Matthijsse                       | Courtenay Becker                        |
| Windsurf Detalls      | Lee Lai Shan                                | Barbara Kendall                           | Alessandra Sensini                      |

### Categoria mixta
| Prova                  | Or                                                   | Argent                                                  | Bronze                                                |
| Classe Laser Detalls   | Robert Scheidt                                       | Ben Ainslie                                             | Peer Moberg                                           |
| Classe Soling Detalls  | AlemanyaThomas Flach · Bernd Jäkel · Jochen Schümann | RússiaGueorgi Shayduko · Igor Skalin · Dmitriy Shabanov | Estats UnitsJim Barton · Jeff Madrigali · Kent Massey |
| Classe Star Detalls    | BrasilTorben Grael · Marcelo Ferreira                | SuèciaHans Wallen · Bobby Lohse                         | AustràliaColin Beashel · David Giles                  |
| Classe Tornado Detalls | EspanyaJosé Luis Ballester · Fernando León           | AustràliaMitch Booth · Andrew Landenberger              | BrasilLars Grael · Kiko Pellicano                     |

## Medaller
| Posició | País          | Or | Argent | Bronze | Total |
| 1       | Brasil        | 2  | 0      | 1      | 3     |
| 2       | Espanya       | 2  | 0      | 0      | 2     |
| 3       | Ucraïna       | 1  | 0      | 1      | 2     |
| 4       | Alemanya      | 1  | 0      | 0      | 1     |
| 4       | Dinamarca     | 1  | 0      | 0      | 1     |
| 4       | Grècia        | 1  | 0      | 0      | 1     |
| 4       | Hong Kong     | 1  | 0      | 0      | 1     |
| 4       | Polònia       | 1  | 0      | 0      | 1     |
| 9       | Regne Unit    | 0  | 2      | 0      | 2     |
| 10      | Austràlia     | 0  | 1      | 1      | 2     |
| 10      | Països Baixos | 0  | 1      | 1      | 2     |
| 12      | Argentina     | 0  | 1      | 0      | 1     |
| 12      | Bèlgica       | 0  | 1      | 0      | 1     |
| 12      | Japó          | 0  | 1      | 0      | 1     |
| 12      | Nova Zelanda  | 0  | 1      | 0      | 1     |
| 12      | Rússia        | 0  | 1      | 0      | 1     |
| 12      | Suècia        | 0  | 1      | 0      | 1     |
| 18      | Estats Units  | 0  | 0      | 2      | 2     |
| 19      | Israel        | 0  | 0      | 1      | 1     |
| 19      | Itàlia        | 0  | 0      | 1      | 1     |
| 19      | Noruega       | 0  | 0      | 1      | 1     |
| 19      | Portugal      | 0  | 0      | 1      | 1     |